# Печенкино
Пече́нкино (рос. Печенкино, башк. Печенкин) — село у складі Бірського району Башкортостану, Росія. Адміністративний центр Бірської сільської ради.
Населення — 446 осіб (2010; 420 у 2002).
Національний склад:
- росіяни — 84 %